# Frank Fay
Frank Fay, egentligen Francis Anthony Conner, född 17 november 1891, död 25 september 1961, var en amerikansk vaudevillstjärna och komisk skådespelare. Han anses vara en av föregångarna till den amerikanska ståuppkomiken.

## Karriär och privatliv
Frank Fay föddes år 1891 i San Francisco och båda hans föräldrar jobbade med vaudevill. Han uppträdde första gången vid tre års ålder i en Chicagouppsättning av Henryk Sienkiewicz Quo vadis.  År 1918 debuterade han på Broadway och under sina monologer gjorde han sig känd för sina enstaka meningar som innehöll poängen som verkade berättas utan manus. Han var också känd för sitt lakoniska sätt att besvara häcklare. Han uppträdde gärna i frack och cylinderhatt. De första decennierna av 1900-talet var ett uppträdande på Palace Theatre på Broadway beviset på att en underhållare nått toppen. Frank Fay uppträdde där tio veckor i rad och på 1920-talet var han en av de bäst betalda vaudevilleunderhållarna och tjänade $17 500 i veckan.
År 1928 gifte han sig med skådespelarskan Barbara Stanwyck och han spelade själv in film men de förväntade framgångarna uteblev för honom. Barbara Stanwyck lyckades bättre och paret skilde sig 1935 efter ett stormigt äktenskap. Filmen Skandal i Hollywood, A Star is Born, från 1937 påstås bygga på deras förhållande och giftermål.
På 1940-talet gjorde han succé i sin comeback på Broadway med en huvudroll i Pulitzerprisbelönade pjäsen Harvey. Han gjorde huvudrollen Elwood P. Dowd i 1775 föreställningar på Broadway innan pjäsen lades ner. Pjäsen filmatiserades år 1950 med James Stewart i huvudrollen.
Frank Fay fortsatte att synas i TV vid enstaka tillfällen och uppträdde emellanåt på nattklubbar under 1950-talet. År 1961 avled han i Santa Monica i Kalifornien.